# گلن مورنو
گلن مورنو (انگلیسی: Glen Moreno) (زاده ۱۹۴۳) کارآفرین، بازرگان و مدیر ارشد اجرایی آمریکایی است، که در حال حاضر به‌عنوان رئیس هیئت مدیره شرکت پیرسون فعالیت می‌کند.